# بلاك-يش
بلاك-يش (بالإنجليزية: Black-ish)‏ مسلسل أمريكي كوميدي من بطولة كل من أنتوني أندرسن وتريسي إليس روس، بُث لأول مرة على هيئة الإذاعة الأمريكية. بتاريخ 24 سبتمبر 2014 وفي مايو 2017 أعلنت شركة الإنتاج عن تجديد المسلسل من خلال تقديم موسم رابع له، سيبدأ عرضه بتاريخ أكتوبر من سنة 2017.
الموسم الأول لم يلق النجاح الذي كان متوقعا له، لكن ومنذ عرض الموسم الثاني فقد تلقى المسلسل بشكل عام إشادة من النقاد، كما ترشح وحصل على العديد من الجوائز بما في ذلك جائزة الغولدن غلوب لأفضل ممثلة والتي نالتها تريسي إليس روس ثم جائزة الإيمي وترشيحات أخرى في الغولدن غلوب لأفضل مسلسل كوميدي، بالإضافة إلى جائزة الإنجاز المتميز في الكوميديا.

## بطولة

### الممثلين الرئيسيين
| الممثل         | الدور                                                                         | الشخصية |
| -------------- | ----------------------------------------------------------------------------- | --- |
| أنتوني أندرسن  | أندريه جونسون                                                                 | يشغل وظيفة مسؤول تنفيذي في شركة إعلانية، كما يحاول أن يتعرف على العديد من الثقافات الحضرية؛ لكنه على ما يبدو غير مهتم بالأطفال. جامعته الأم هي جامعة هوارد. |
| تريسي إليس روس | راينبوو جونسون                                                                | زوجة دري، تعمل كطبيبة تخدير لكنها تخشى علاج الهيبيز. أما جامعتهة الأم فهي براون.                                                                            |
| يارا شهيدي     | زوي جونسون                                                                    | ابنة دري وبوو، تبلغ من العمر 17 سنة. هي جذابة، شعبية، أنيقة، وعضو نشيط جدا في عائلة جونسون.                                                                 |
| ماركوس سكريبنر | أندريه جونسون                                                                 | ابن بوو وأندريه، يبلغ من العمر 16 سنة. وغالبا ما يتم تلقيبه بـ "الطالب الذي يذاكر كثيرا".                                                                   |
| ميليس براون    | جاك جونسون                                                                    | يبلغ من العمر 9 سنوات، الشقيق التوأم لديانا |
| مارساي مارتن   | ديان جونسون                                                                   | الشقيقة التوأم لجاك، تبلغ هي الأخرى 9 سنوات، وتعتبر نفسها أكثر ذكاء وأكثر نضجا من شقيقها التوأم.                                                            |
| جينيفر لويس    | ظهرت في دور ثانوي في الموسم 1، لكنها حصلت على البطولة منذ الموسم الثاني)      | والدة دري |
| جيف ميتشام     | لعب دور ثانوي في الموسمين 3 و3 لكنه كان بطلا في الموسم 2)                     | العامل المشترك مع دري. |
| بيتر ماكنزي    | كان دوره ثانويا في الموسمين 1 و2، ثم حصل على البطولة ابتداء من الموسم الثالث) | رئيس دري، وهو مالك شركة ستيفنز & ليدو. |

### الممثلين الثانويين
| الممثل          | الدور              | الشخصية                                              |
| --------------- | ------------------ | ---------------------------------------------------- |
| لورنس فيشبورن   | إيرل جونسون        | والد دري.                                            |
| ديون كول        | شارلي تيلفي        | أفضل صديق لدري، يشتغل معه في نفس الوظيفة.            |
| رايفن سيمون     | روندا جونسون       | أخت دري، وهي مثلية الجنس                             |
| فايزون لوف      | شا                 | أحد أفضل أصدقاء دري منذ الطفولة.                     |
| تايرا بانكس     | جيجي فرانكلين      | أحد أفضل صديقات دري منذ الطفولة.                     |
| نيكول سوليفان   | جانين              | جار جونسون، وهو أمي وجاهل من ناحية المستوى الثقافي   |
| كاثرين ريتمان   | لوسي               | تعمل في نفس المكان الذي يشتغل فيه دري.               |
| واندا سايكس     | دافني ليدو         | زوجة فيليب ليدو، وعاملة جديدة في شركة ستيفنز & ليدو. |
| ألين مالدونادو  | كورتيس ميلر جونيور | يشتغل في نفس المكان الذي يعمل فيه دري.               |
| إيلي يونغ       | شارون داكويرث      | خطيبة روندا.                                         |
| ريجينا هول      | فيفيان             | مربية تعمل لدى أندري وبوو                            |
| دافيد تايلور    | يوهان جونسون       | شقيق بوو.                                            |
| نيلسون فرانكلين | كونور ستيفنز       | ابن ليزلي ستيفن.                                     |
| ديان فار        | راشيل              | ممثلة للموارد البشرية في شركة ستيفنز & ليدو          |
| رشيدة جونز      | سانتامونيكا        | شقيقة بوو.                                           |

## الحلقات
| الموسم | الموسم | عدد الحلقات | البث الرسمي على هيئة الإذاعة الأمريكية | البث الرسمي على هيئة الإذاعة الأمريكية |
| الموسم | الموسم | عدد الحلقات | تاريخ بداية الموسم                     | تاريخ نهاية الموسم                     |
| ------ | ------ | ----------- | -------------------------------------- | -------------------------------------- |
|        | 1      | 24          | 27 سبتمبر 2014                         | 14 ماي 2015                            |
|        | 2      | 24          | 23 سبتمبر 2015                         | 18 ماي 2016                            |
|        | 3      | 24          | 21 سبتمبر 2016                         | 10 ماي 2017                            |

## استقبال

### تصنيفات نيلسن
| الموسم | الموعد (ET)      | # عدد الحلقات | العرض الأول     | العرض الأول               | العرض الأول | العرض الأخير | العرض الأخير              | العرض الأخير | الموسم    | الترتيب | عدد المشاهدين (بالملايين) |
| الموسم | الموعد (ET)      | # عدد الحلقات | تاريخ العرض     | عدد المشاهدين (بالملايين) | التقييم     | تاريخ العرض  | عدد المشاهدين (بالملايين) | التقييم      | الموسم    | الترتيب | عدد المشاهدين (بالملايين) |
| ------ | ---------------- | ------------- | --------------- | ------------------------- | ----------- | ------------ | ------------------------- | ------------ | --------- | ------- | ------------------------- |
| 1      | الأربعاء (21:30) | 24            | 24 سبتمبر، 2014 | 11.04                     | 3.3/10      | 20 مايو 2015 | 5.36                      | 1.6/5        | 2014-2015 | 54      | 8.49                      |
| 2      | الأربعاء (21:30) | 24            | 23 سبتمبر 2015  | 7.30                      | 2.4/7       | 18 مايو 2016 | 5.05                      | 1.5/5        | 2015-2016 | 60      | 7.22                      |
| 3      | الأربعاء (21:30) | 24            | 21 سبتمبر 2016  | 6.39                      | 2.0/7       | 10 مايو 2017 | 4.75                      | 1.3/5        | 2016-2017 | 59      | 6.61                      |
| 4      | الثلاثاء (21:00) |               | 3 أكتوبر 2017   | 2017-2018                 |             |              |                           |              |           |         |                           |

### الانتقادات
لقي مسلسل بلاك-يش عموما مراجعات إيجابية من النقاد، حيث قيم موقع روتن توميتوز الموسم الأول بنسبة 86% من إجمالي تصويت بلغ 56، مع متوسط تقييم 7.3/10. أما الموقع الآخر ميتاكريتيك فقد أعطى الموسم الأول إجمالي نقاط 77 من أصل 100، على أساس 30 رأيا للنقاد، مشيرا عموما إلى «ملاحظات إيجابية».

### الجوائز والترشيحات
| السنة | الجائزة                                          | الصنف                                                          | المشارك | النتيجة     | مرجع.  |
| ----- | ------------------------------------------------ | -------------------------------------------------------------- | --- | ----------- | ------ |
| 2015  | معهد الفيلم الأمريكي                             | أفضل 10 مسلسلات تلفزية                                         | بلاك-يش | فوز         | [ 24 ] |
| 2015  | جوائز من اختيار الناس                            | أفضل مسلسل كوميدي جديد                                         | بلاك-يش | رُشِّح         | [ 25 ] |
| 2015  | جوائز ني آي آي سي بي                             | أفضل مسلسل كوميدي                                              | بلاك-يش | فوز         | [ 26 ] |
| 2015  | جوائز ني آي آي سي بي                             | أفضل ممثل في مسلسل كوميدي                                      | أنتوني أندرسن | فوز         |        |
| 2015  | جوائز ني آي آي سي بي                             | أفضل ممثلة في مسلسل كوميدي                                     | تريسي إليس روس | فوز         |        |
| 2015  | جوائز ني آي آي سي بي                             | ثاني أفضل ممثلة في مسلسل كوميدي                                | يارا شهيدي | فوز         |        |
| 2015  | جوائز ني آي آي سي بي                             | ثاني أفضل ممثل في مسلسل كوميدي                                 | لورنس فيشبورن | فوز         |        |
| 2015  | جوائز ني آي آي سي بي                             | ثاني أفضل ممثل في مسلسل كوميدي                                 | ماركوس سكريبنر | رُشِّح         |        |
| 2015  | جوائز اختيار النقاد                              | أفضل ممثل في مسلسل كوميدي                                      | أنتوني أندرسن | رُشِّح         | [ 27 ] |
| 2015  | جوائز النقاد العشرة                              | الاختيار التلفزي: أفضل ممثل                                    | أنتوني أندرسن | رُشِّح         | [ 28 ] |
| 2015  | جوائز النقاد العشرة                              | الاختيار التلفزي: النجمة الواعدة                               | يارا شهيدي | رُشِّح         |        |
| 2015  | جوائز النقاد العشرة                              | الاختيار التلفزي: أفضل عرض                                     | بلاك-يش | رُشِّح         |        |
| 2015  | حفل توزيع جوائز الإيمي برايم تايم السابع والستون | أفضل ممثل في مسلسل كوميدي                                      | أنتوني أندرسن | رُشِّح         | [ 29 ] |
| 2015  | جوائز بايبودي                                    |                                                                | بلاك-يش | فوز         | [ 30 ] |
| 2016  | جوائز ني آي آي سي بي                             | أفضل مسلسل كوميدي                                              | بلاك-يش | فوز         | [ 31 ] |
| 2016  | جوائز ني آي آي سي بي                             | أفضل ممثل في مسلسل كوميدي                                      | أنتوني أندرسن | فوز         | [ 31 ] |
| 2016  | جوائز ني آي آي سي بي                             | أفضل ممثلة في مسلسل كوميدي                                     | تريسي إليس روس | فوز         | [ 31 ] |
| 2016  | جوائز ني آي آي سي بي                             | أفضل ثاني ممثلة في مسلسل كوميدي                                | مارساي مارتين | فوز         | [ 31 ] |
| 2016  | جوائز ني آي آي سي بي                             | أفضل ثاني ممثل في مسلسل كوميدي                                 | ميلس براون | رُشِّح         | [ 31 ] |
| 2016  | جوائز ني آي آي سي بي                             | أفضل ثاني ممثل في مسلسل كوميدي                                 | لورنس فيشبورن | رُشِّح         | [ 31 ] |
| 2016  | جوائز ني آي آي سي بي                             | أفضل أداء لممثل واعد                                           | ماركوس سكريبنر | فوز         | [ 31 ] |
| 2016  | جوائز ني آي آي سي بي                             | أفضل أداء لممثل واعد                                           | ميلس براون | رُشِّح         | [ 31 ] |
| 2016  | جوائز ني آي آي سي بي                             | أفضل أداء لممثل واعد                                           | مارساي مارتين | رُشِّح         | [ 31 ] |
| 2016  | جوائز ني آي آي سي بي                             | أفضل كاتب مشهد في مسلسل كوميدي                                 | كينيا باريس في مشهد "العالم" | فوز         | [ 31 ] |
| 2016  | جوائز اختيار النقاد                              | أفضل مسلسل كوميدي                                              | بلاك-يش | رُشِّح         | [ 32 ] |
| 2016  | جوائز اختيار النقاد                              | أفضل ممثل في مسلسل كوميدي                                      | أنتوني أندرسن | رُشِّح         | [ 32 ] |
| 2016  | جوائز اختيار النقاد                              | أفضل ممثلة في مسلسل كوميدي                                     | تريسي إليس روس | رُشِّح         | [ 32 ] |
| 2016  | جوائز اختيار النقاد                              | أفضل أداء ضيف في مسلسل كوميدي                                  | جينيفر لويس | رُشِّح         | [ 32 ] |
| 2016  | جوائز اختيار الأطفال لأفضل مسلسل                 | أفضل مسلسل تلفزي                                               | أنتوني أندرسن | رُشِّح         |        |
| 2016  | جوائز تي سي آي                                   | أفضل مسلسل كوميدي                                              | بلاك-يش | فوز         |        |
| 2016  | حفل توزيع جوائز الإيمي الثامن والستون            | جائزة الإيمي برايم تايم لأفضل مسلسل كوميدي                     | بلاك-يش | رُشِّح         |        |
| 2016  | حفل توزيع جوائز الإيمي الثامن والستون            | أفضل ممثل في مسلسل كوميدي                                      | أنتوني أندرسن | رُشِّح         |        |
| 2016  | حفل توزيع جوائز الإيمي الثامن والستون            | أفضل ممثلة في مسلسل كوميدي                                     | تريسي إليس روس | رُشِّح         |        |
| 2016  | جوائز اختيار النقاد                              | أفضل سلسلة كوميدية                                             | بلاك-يش | رُشِّح         | [ 33 ] |
| 2016  | جوائز اختيار النقاد                              | أفضل ممثل في مسلسل كوميدي                                      | أنتوني أندرسن | رُشِّح         | [ 33 ] |
| 2016  | جوائز اختيار النقاد                              | أفضل ممثلة في مسلسل كوميدي                                     | تريسي إليس روس | رُشِّح         | [ 33 ] |
| 2017  | حفل توزيع جوائز الغولدن غلوب الرابع والسبعون     | جائزة الغولدن غلوب لأفضل مسلسل - موسيقي أو كوميدي              | بلاك-يش | رُشِّح         | [ 34 ] |
| 2017  | حفل توزيع جوائز الغولدن غلوب الرابع والسبعون     | جائزة غولدن غلوب لأفضل ممثل في مسلسل موسيقي أو كوميدي          | أنتوني أندرسن | رُشِّح         |        |
| 2017  | حفل توزيع جوائز الغولدن غلوب الرابع والسبعون     | جائزة غولدن غلوب لأفضل ممثلة - مسلسل تلفزيوني موسيقي أو كوميدي | تريسي إليس روس | فوز         |        |
| 2017  | جوائز المخرجين الأمريكيين                        | فئة المسلسلات الكوميدية                                        | مخرجي المسلسل | رُشِّح         | [ 35 ] |
| 2017  | جوائز نقابة ممثلي الشاشة الثالث والعشرون         | أفضل أداء لمجموعة في مسلسل كوميدي                              | أنتوني أندرسن، ميلس براون، دين كول، لورنس فيشبورن، جينيفر لويس، بيتر ماكنزي، مارساي مارتين، تريسي إليس روس، ماركوس سكريبنر ويارا شاهيدي | رُشِّح         | [ 36 ] |
| 2017  | جوائز نقابة ممثلي الشاشة الثالث والعشرون         | أفضل أداء رجولي في مسلسل                                       | أنتوني أندرسن | رُشِّح         | [ 36 ] |
| 2017  | جوائز ني آي آي سي بي                             | أفضل مسلسل كوميدي                                              | بلاك-يش | فوز         | [ 37 ] |
| 2017  | جوائز ني آي آي سي بي                             | أفضل ممثل في مسلسل كوميدي                                      | أنتوني أندرسن | فوز         | [ 37 ] |
| 2017  | جوائز ني آي آي سي بي                             | أفضل ممثلة في مسلسل كوميدي                                     | تريسي إليس روس | فوز         | [ 37 ] |
| 2017  | جوائز ني آي آي سي بي                             | أفضل ثاني ممثل في مسلسل كوميدي                                 | لورنس فيشبورن | فوز         | [ 37 ] |
| 2017  | جوائز ني آي آي سي بي                             | أفضل ثاني ممثل في مسلسل كوميدي                                 | ميلس براون | رُشِّح         | [ 37 ] |
| 2017  | جوائز ني آي آي سي بي                             | أفضل ثاني ممثل في مسلسل كوميدي                                 | ديون كول | رُشِّح         | [ 37 ] |
| 2017  | جوائز ني آي آي سي بي                             | أفضل ثاني ممثلة في مسلسل كوميدي                                | مارساي مارتين | رُشِّح         | [ 37 ] |
| 2017  | جوائز ني آي آي سي بي                             | أفضل مدير إخراج في مسلسل كوميدي                                | أنتون كروبر في الإله | رُشِّح         | [ 37 ] |
| 2017  | جوائز ني آي آي سي بي                             | أفضل مدير إخراج في مسلسل كوميدي                                | أنتون كروبر في جود إيش تايمز | رُشِّح         | [ 37 ] |
| 2017  | جوائز ني آي آي سي بي                             | أفضل كاتبة مشهد في مسلسل كوميدي                                | كينيا باريس في هوب | فوز         | [ 37 ] |
| 2017  | جوائز ني آي آي سي بي                             | أفضل أداء ممثل واعد في مسلسل                                   | مارساي مارتين | فوز         | [ 37 ] |
| 2017  | جوائز ني آي آي سي بي                             | أفضل أداء ممثل واعد في مسلسل                                   | ميلس براون | رُشِّح         | [ 37 ] |
| 2017  | جوائز مجتمع السينما                              | أفضل أداء في مشهد                                              | توم، ستاسينيس، بيتر في مشهد الإله | رُشِّح         | [ 38 ] |
| 2017  | جوائز اختيار الأطفال                             |                                                                | بلاك-يش | رُشِّح         |        |
| 2017  | جوئز الممثلين الواعدين                           | أفضل ثاني ممثل واعد في مسلسل                                   | أنتوني لابينا | فوز         | [ 39 ] |
| 2017  | جوئز الممثلين الواعدين                           | أفضل أداء ممثل واعد                                            | ميلس براون | رُشِّح         | [ 40 ] |
| 2017  | جوئز الممثلين الواعدين                           | أفضل ممثل واعد                                                 | ماركوس سكريبنر | رُشِّح         | [ 40 ] |
| 2017  | جوئز الممثلين الواعدين                           | أفضل أداء ممثل واعد                                            | مارساي مارتين | رُشِّح         | [ 40 ] |
| 2017  | جوئز الممثلين الواعدين                           | أفضل أداء ممثلة واعدة                                          | يارا شاهيدي | رُشِّح         | [ 40 ] |
| 2017  | جوائز إم تي في وتي في                            | أفضل قصة أمريكية                                               | بلاك-يش | فوز         | [ 41 ] |
| 2017  | جوائز جلاد ميديا                                 | أفضل أداء فردي                                                 | جونسون وجونسون | رُشِّح         | [ 42 ] |
| 2017  | جوائز روكي                                       | سلسلات كوميدية باللغة الإنجليزية                               | بلاك-يش | رُشِّح         | [ 43 ] |
| 2017  | جوائز برايمتايم إيمي أواردس                      | أفضل مسلسل كوميدي                                              | بلاك-يش | في الانتظار | [ 44 ] |
| 2017  | جوائز برايمتايم إيمي أواردس                      | أفضل ممثل كوميدي في مسلسل                                      | أنتوني أندرسن | في الانتظار | [ 44 ] |
| 2017  | جوائز برايمتايم إيمي أواردس                      | أفضل ممثلة في مسلسل كوميدي                                     | تريسي إليس روس | في الانتظار | [ 44 ] |
| 2017  | جوائز برايمتايم إيمي أواردس                      | أفضل أداء ضيف في مسلسل كوميدي                                  | واندا سايكس | رُشِّح         | [ 44 ] |

## وصلات خارجية
- الموقع الرسمي
- بلاك-يش على موقع IMDb (الإنجليزية)
- بلاك-يش على موقع ميتاكريتيك (الإنجليزية)
- بلاك-يش على موقع روتن توميتوز (الإنجليزية)
- بلاك-يش على موقع فيلمافينيتي (الإسبانية)
- بلاك-يش على موقع كينوبويسك (الروسية)
- بلاك-يش على موقع ألو سيني (الفرنسية)
- بلاك-يش على موقع قاعدة بيانات الفيلم (الإنجليزية)